# Søby-Færgen
Søby-Færgen war ein dänisches Fährschiff, das von 1980 bis zum 22. Mai 2012 auf der Route Søby–Fåborg verkehrte. Heimathafen war Søby.

## Geschichte
Die Fähre wurde als Stückgut- und Palettenfrachtschiff Østbornholm 1966 für Aktieselskabet Det Østbornholmske Dampskibsselskab in Nexø erbaut und war damals das letzte Schiff dieser Reederei. Bis 2. April 1980 fuhr die Østbornholm für Bornholms Fragtrute A/S auf der Frachtroute Nexø–Kopenhagen.
Danach kam das Schiff nach Søby. Es wurde auf der Søby Værft in eine Passagier- und Autofähre umgebaut und erhielt einen erhöhten Überbau mit durchgehendem Fahrzeugdeck. Der Einsatz erfolgte auf der Route Søby–Fåborg. Bis zur Außerbetriebnahme gehörte sie folgenden Eigentümern, die diese Linie bedienten: Hurtigruten Faaborg–Ærø K/S (2. April 1980 bis 18. August 1999), Det Ærøske Færgetrafikselskab (DÆF) (18. August 1999 bis 8. Mai 2002), Det Ærøske Trafikselskab I/S (8. Mai 2002 bis 5. Oktober 2006) und Ærø Kommune (5. Oktober 2006 bis 29. Mai 2012). Die Fähre war fallweise zudem auf allen anderen Strecken von und nach Ærø eingesetzt.
2012 wäre an der damals 45 Jahre alten Fähre eine umfangreiche Rekonstruktion im Umfang von zwei bis drei Millionen dänische Kronen notwendig geworden, die die kommunale Fährgesellschaft Ærøfærgerne nicht finanzieren konnte. Daher wurde die Fährlinie in eine neue Dreiecksroute einbezogen, die neben der Strecke Søby–Fåborg zudem die Strecke nach Fynshav mit bedient. Dort wird die Skjoldnæs eingesetzt, die bis zur Indienststellung der Ellen beide Strecken befuhr und die Søby-Færgen überflüssig machte.
Ihr letzter Einsatz erfolgte am 22. Mai 2012, danach wurde sie am 29. Mai 2012 an die niederländische Gesellschaft MOBI Groep BV verkauft und in Marstal aufgelegt. Am 28. Dezember 2014 verließ das Schiff Marstal unter dem Namen Soby in Richtung Kap Verde.